# Anna Novion
Anna Novion, född 29 november 1979 i Paris, är en fransk filmregissör och manusförfattare. Hon är dotter till filmfotografen Pierre Novion och en svenskfödd kvinna samt är själv svensktalande. Novion är gift med den franske skådespelaren Jean-Pierre Darroussin. 
Novion långfilmsdebuterade med De vuxna (Les grandes personnes) 2008, ( DVD). Som regissör medverkade hon även i TV-serien Falsk identitet (Le Bureau des légendes) som sänts i fem säsonger i bland annat fransk och svensk TV.

## Filmografi (i urval)
- 2008 – Les grandes personnes – De vuxna
- 2013 – Rendez-vous à Kiruna
- 2023 – Marguerites teorem